# Ryan Lane
Ryan Lane (Fullerton, California; 23 de noviembre de 1987) es un actor estadounidense. Comenzó su carrera profesional como actor sordo a la edad de diecinueve años, y es más conocido por su interpretación de los Rojos de Cincinnati, el jardinero William Ellsworth Hoy, en el Documentary Channel de Dummy Hoy: A Deaf Hero, así como por su papel recurrente como Travis en la serie de ABC Family Switched at Birth, que le valió el Premio a la Diversidad RJ Mitte en los 2.013 Awards Media Access.

## Primeros años
Es hijo de William y Jill Lane, ambos oyentes. Lane nació sordo y, a las dos semanas de edad, fue diagnosticado con sordera nerviosa congénita. Tiene dos hermanas mayores, Kristyn (1983) y Hayley (1986), ambas oyentes. Sus padres se divorciaron cuando él tenía ocho años y se crio dividiendo su tiempo viviendo con su padre en Ontario, California, y su madre en Diamond Bar, California. Asistió a la escuela en el Distrito Escolar del Condado de Los Ángeles y se graduó de la Escuela para Sordos de California, Riverside (CSDR) en 2007.

## Filmografía
| Cine          | Cine                                   | Cine                          | Cine                                         |
| Año           | Título                                 | Papel                         | Notas                                        |
| ------------- | -------------------------------------- | ----------------------------- | -------------------------------------------- |
| 2007          | Dummy Hoy: A Deaf Hero                 | William Ellsworth "Dummy" Hoy | aka: I See the Crowd Roar                    |
| 2011          | Irving J. Koppermelt                   | Irving J. Koppermelt          | Short                                        |
| 2011          | White Space                            | The Poet                      | Short                                        |
| 2013          | No Ordinary Hero: The SuperDeafy Movie | Himself                       |                                              |
| 2014          | Veronica Mars                          | Slick Fellow Applicant        |                                              |
| Televisión    |                                        |                               |                                              |
| Año           | Título                                 | Papel                         | Notas                                        |
| 2008          | Cold Case                              | Andy Rierdan                  | Episodio: "Andy in C Minor"                  |
| 2009          | House                                  | Seth Miller                   | Episodio: "House Divided"                    |
| 2010          | Miami Medical                          | Ethan                         | Episodio: "All Fall Down"                    |
| 2012–presente | Switched at Birth                      | Travis                        | personaje recurrente, serie de TV ABC Family |
| 2017          | iZombie                                | Kell Guthrie                  | Episodio: "Mente metodica"                   |